# Thyonidium pellucidum
Thyonidium pellucidum är en sjögurkeart som först beskrevs av John Fleming naturalist .  Thyonidium pellucidum ingår i släktet Thyonidium och familjen korvsjögurkor. Inga underarter finns listade i Catalogue of Life.